# The Next Day
The Next Day ist das 25. Studioalbum von David Bowie, das am 8. März 2013 erschien. Es war das erste Album mit neuem Material nach zehn Jahren.
Es ist auch das erste Album des Musikers, das Platz 1 in den deutschen Album-Charts erreichte. Auch in den britischen Charts schaffte es den ersten Platz, was dem Künstler 20 Jahre zuvor das letzte Mal gelungen war. In den USA landete The Next Day auf dem 2. Platz, der dort bis dahin höchsten Position eines Bowie-Albums.

## Vorgeschichte
Am 8. Januar 2013, seinem 66. Geburtstag, gab Bowie die Veröffentlichung seines Albums bekannt, an dem er zwei Jahre lang in New York gearbeitet hatte.
Mit Where Are We Now erschien die erste Single am selbigen Tag auf iTunes. Am 26. Februar folgte die zweite Vorauskopplung The Stars (Are Out Tonight). Bis zur offiziellen Herausgabe war das Album ab dem 28. Februar überraschend auf iTunes komplett als kostenloser Stream zu hören. Das Plattencover gibt eine abgewandelte Wiederverwendung des Covers von “Heroes” (1977) wieder. Es zeigt den Titel des Werks auf einem großen, weißen Quadrat, das das alte Cover mit dem Gesicht des Sängers großenteils verdeckt. Die alte Bezeichnung “Heroes” ist durchgestrichen.

## Beschreibung
Was den Stil anbelangt, ist die mediale Rezeption weitgehend einstimmig: Das amerikanische Billboard spricht von einem „eindeutigen Rock-Album.“ Die deutsche Presse stellt fest, dass Bowie auf The Next Day „über weite Strecken so rockig [ist] wie lange nicht.“
Der britische New Musical Express schreibt: „Statt Bowie neu zu erfinden, nimmt das Album seine Vergangenheit in sich auf und entwickelt sie weiter.“ „Anklänge an fast alle Phasen“ seines musikalischen Schaffens sind zu erkennen: beginnend mit den späten 1960ern und der psychedelischen Hippiekultur (I’d Rather Be High), einem konkreten musikalischen Zitat aus Ziggy Stardust der Glam-Rock-Ära (You Feel So Lonely You Could Die) über die Angstzustände erregende „Kokain-Paranoia des Thin White Duke“ der mittleren 1970er (Love Is Lost), die brachialen Lodger und Scary Monsters (The Next Day) bis in das Drum and Bass der mittleren 1990er (If You Can See Me).
Thematisch geht es in vielen der Songs um Gewalt, Krieg und Kriminalität (The Next Day, Dirty Boys, Valentine’s Day, If You Can See Me, I’d Rather Be High, How Does the Grass Grow). Angst und Zweifel beherrschen Love Is Lost und Heat.
Das außerhalb der energischen Atmosphäre des Albums stehende Where Are We Now? nimmt als einziges inhaltlichen Bezug auf Berlin.

## Die Songs

### The Next Day
In dem temperamentvollen, freudigen Titelsong geht es um einen mittelalterlichen Gewaltherrscher, der gehängt werden soll und zuvor durch die Straßen am wütenden Mob vorbei gezerrt wird. Im Refrain verkündet Bowie feierlich und mit betont kräftiger Stimme, aggressiv und schreiend: «Here I am, not quite dying/ […] And the next day, and the next, and another day!» Inhalt des begleitenden Videos (Regie: Floria Sigismondi, Premiere: 8. Mai 2013): Vor dem Eingang eines Nachtklubs für Geistliche namens The Decameron bittet ein junger Mann eine Prostituierte um Almosen. Ein Priester (Gary Oldman) schlägt ihn zu Boden. Während die Dirne die heruntergefallenen Geldscheine neben dem Bewusstlosen aufsammelt, betritt der Kleriker das Lokal mit einer Frau, die zwei ausgerissene Augäpfel auf einer Schale trägt. Im gut besuchten Etablissement grüßt er einen am Rücken blutenden, sich selbst geißelnden Mönch, einen älteren Kollegen, küsst einem Kardinal die Hand und wendet sich einer an der Bartheke trinkenden, lasziv gekleideten, stark geschminkten, schwarzhaarigen Liebesdienerin (Marion Cotillard) zu. Beide tanzen zeitlupenartig zur Musik von Bowie, der eine grau-bräunliche Tunika mit einem Gürtel und einem Halsumhang trägt und samt Band auf einer kleinen Bühne singt. An den Händen Cotillards entstehen Stigmata. Die Verwundete fällt hin und kniet ratlos vor der entstandenen Blutlache. Das stark spritzende Blut trifft auf eine barbusige, platinblonde, mit einem durchsichtigen, weißen Brautschleier bekleidete Kollegin. Daraufhin schreit Oldman Bowie hasserfüllt an: «You see this? This is your doing – you call yourself a prophet?» und wird mit Bibeln beworfen. Auf den Sänger selbst beginnen die Anwesenden mit Ruten einzuschlagen. Am Ende ist Cotillard in eine jungfräuliche Gestalt mit Tränen auf den Wangen verwandelt. Von göttlichem Licht beschienen und erhöht steht Bowie in Orantenhaltung neben ihr vor allen Protagonisten im Gruppenbild; in der Stille bedankt er sich in einem liebevollen, zur aufbrausenden Stimmung des Videos in Kontrast stehenden Ton («Thank you, Gary. Thank you, Marion. Thank you everybody.») und verschwindet mit einem Glockenschlag.
Das Video wurde von Vertretern der Kirche kritisiert. Der emeritierte Erzbischof von Canterbury G. L. Carey nannte den Clip „kindisch“ und bezweifelte, „dass sich Bowie getraut hätte, ein ähnliches Video mit islamischen Bildern zu drehen.“ Die amerikanische Catholic League äußerte sich: „David Bowie ist zurück, hoffentlich nicht für lange. […] Das Video entspricht dem Künstler – es ist eine einzige Schweinerei.“
Auf youtube ist das Video kurzfristig gesperrt, dann aber mit Altersfreigabe ab 18 Jahren wieder freigeschaltet worden.

### Dirty Boys
Der „schmierige“, „dunkle“ Song über eine kriminelle Bande und dessen Baritonsaxophon-Solo, „das wie Striptease-Musik der 1950er klingt“, würde laut Produzent T. Visconti „auf Young Americans (Bowies Album von 1975) nicht fehl am Platz sein.“

### The Stars (Are Out Tonight)
Die zweite Single des Albums ist ein schwungvoller, drängender Rocksong, in welchem Bowie mit wiederkehrenden Zeilen wie etwa «The stars are never sleeping» und «I hope they live forever» über die ständige Präsenz der Stars und die gleichzeitige Sehnsucht des Alltagsmenschen nach ihnen singt.
In dem dazugehörigen Clip (Regie: Floria Sigismondi) verkörpern Bowie und Tilda Swinton ein gewöhnliches, bürgerliches Ehepaar aus einer Vorstadt, dessen Idylle mit dem Auftauchen zweier junger Glamour-Stars auf den Kopf gestellt wird. Das rund sechsminütige Musikvideo hebt mit einem Credit und in Form eines Spielfilms an: Die adrette Gattin schaut aus dem Fenster und sieht erschrocken eine Rockband vorbeigehen. Ihr Blick trifft sich mit dem der jungen, rothaarigen, androgyn aussehenden Sängerin (dargestellt vom norwegischen Model Iselin Steiro) – eine Reminiszenz an die Zeit Bowies als The Thin White Duke. In einem Supermarkt schaut sich Bowie eine Illustrierte an. Die Schlagzeile auf der Titelseite lautet Celebrity Couple’s Twisted Antics (deutsch: „verdorbene Streiche eines Prominentenpaares“). Abgebildet sind zwei Glamour-Stars (dargestellt von Andrej Pejic und Saskia De Brauw). Ferner ist ein Foto des Künstlers in seiner Rolle im Film Der Mann, der vom Himmel fiel zu erkennen. Der Sänger konstatiert in einem Smalltalk, dass es nichts Aufregendes in der Gegend gibt, während seine Frau ihm mit «we have a nice life» widerspricht. Musikalisch untermalt wird das Intro mit dem Instrumental Plan (siehe Deluxe Edition des Albums) und seinen langen, harten E-Gitarrenakkorden und langsamen Drums.
Nach knapp zwei Minuten beginnt der eigentliche Song: Das fernsehende Paar fühlt sich vom Lärm der probenden Band gestört, worauf Bowie sich beschweren geht. Die spiegelbildlich nebeneinander gezeigten Gesichter und Frisuren der jungen Sängerin (I. Steiro) und des 66-Jährigen zeigen große Ähnlichkeit. Später hockt einer der Zeitschriftstars (Andrej Pejic) in erotischer Pose über dem schlafenden Bowie, führt lange, künstliche Fingernägel in seinen Mund und küsst ihn, worauf dieser aufwacht. Seine Frau, Gymnastik vor dem Fernseher treibend, meint, dort sich und ihren Mann zu sehen, doch muss sie erschrocken feststellen, dass es sich um eine Spiegelung der Stars aus der Illustrierten handelt, die jetzt hinter ihr auf der Couch sitzen. Im schnellen Schnittwechsel folgen Schlafzimmerszenen, die Geschlechtsverkehr der Models, teilweise oben ohne, andeuten und eine sexuelle Annäherung des einst prüden Ehepaares. Von den Mannequins verzaubert und äußerlich verwandelt, bedroht Swinton Bowie mit Küchenschneidegeräten. Das Video endet mit einem Rollentausch – die beiden Supermodels sitzen auf dem Sofa vor dem Fernseher, während das einst spießige Ehepaar mit Pailletten-Sakkos hinter ihnen steht – und einem Fin.

### Love Is Lost
Bowie wendet sich an einen 22-Jährigen mit Liebeskummer und singt darüber, dass man vieles verändern wie beispielsweise auswandern oder sich mit neuen Menschen umgeben kann, doch die Angst, die mit jenem Seelenschmerz einhergeht, so alt wie die Welt sei. Kurze, bohrende und abgehackte E-Gitarrenmotive über lang gehaltenen Synthesizer-Akkorden sowie eine stakkatohafte Basslinie erzeugen eine angespannte und bedrohliche Atmosphäre. Der referierende, aufzählende Vortrag der ersten beiden Strophen und eine mittels eines Vocoders verfremdete, zeitversetzte Backgroundstimme in den letzten beiden lassen mechanische Starre entstehen und unterstützen die thematisierte emotionale Extremsituation.

### Where Are We Now?
Der melancholische Song handelt von der Erinnerung des Künstlers an seine von 1976 bis 1978 in West-Berlin verbrachte Zeit. In dem einfach gehaltenen, nostalgischen Text erwähnt Bowie Orte wie den Potsdamer Platz, den Club Dschungel in der Nürnberger Straße, dessen Gast er oft war, das KaDeWe und die Bösebrücke.
Im dazugehörigen Video (Produzent: Tony Oursler), am selben Tag auf der Webseite des Musikers zu finden, wird ein mit zahlreichen, verschiedenen Gegenständen gefüllter, atelierartiger Raum gezeigt. Es ist Ourslers Studio in Downtown, New York. Am Anfang und im letzten Drittel huscht ein Hund durchs Bild. Er heißt Muffin und gehört Bowies Assistentin Coco Schwab. Im Mittelpunkt der Szene sitzen zwei wie siamesische Zwillinge miteinander verbundene Stoffpuppen, auf deren Köpfe die Gesichter des singenden Bowie und einer Frau filmisch projiziert sind. Bei der Frau handelt es sich um die Künstlerin Jacqueline Humphries, die Ehefrau von Oursler. Hinter ihnen steht eine Leinwand mit schwarzweißen Filmausschnitten aus Berlin, welche die Berliner Mauer, den Fernsehturm, den Reichstag, den Berliner Dom, den Platz des 18. März, die Siegessäule, die Köthener Straße mit einer Seite des Meistersaalgebäudes, in welchem Bowie Teile seiner sogenannten Berlin-Trilogie aufnahm und den Eingang des Hauses Hauptstraße 155 im Ortsteil Schöneberg, in dem der Sänger zu der Zeit wohnte, zum Inhalt haben. Im Video werden entsprechende Straßennamen eingeblendet, wobei der Potsdamer Platz fälschlich zum Potzdamer Platz wurde. Gegen Ende des Clips steht David Bowie an der Wand, bekleidet mit Jeans und einem T-Shirt mit dem Aufdruck „m/s Song of Norway“. Mit ernstem Gesichtsausdruck blickt er in den Raum. Die Kamera wandert erneut durch das Atelier auf das Paar, dessen Gesichter nun verschwinden, während im Hintergrund erst die Siegessäule, dann nur noch der Himmel zu sehen ist.

### Valentine’s Day
Im Zusammenhang mit Schulmassakern in den Vereinigten Staaten, bietet das Lied einen Einblick in den Geist eines amoklaufenden Jungen.
Der graziöse, unbeschwerte Vortrag der ersten zwei Drittel des Stücks steht im Kontrast zum schauerlichen Inhalt insgesamt und zum letzten Drittel speziell, in welchem die spielenden Kinderstimmen von Trauer und Besorgnis evozierenden hohen Blue Notes musikalisch untermalt werden. Das schlichte Video (Regie: Marcus Klinko und Indrani, Premiere: 15. Juli 2013) spielt in einem Industriegebäude. Bowie, in einem weißen Hemd, blassgrünen Jeans und weißen Turnschuhen gekleidet sowie überwiegend in nahen Einstellungen gefilmt, sitzt auf einem Barhocker und singt das Lied, sich selbst mit einer roten Steinberger-Headless-Gitarre begleitend. Hinter ihm erstrecken sich karge Betonsäulengänge und eine Wasserrinne in die Tiefe des Raumes.

### If You Can See Me
Die fieberhafte Eile des schnellsten Stücks auf dem Album wird erzeugt mittels Drums in sehr hohem Tempo, Polyrhythmik und eines Textes hoher Dichte, der keinen inhaltlichen Hauptgedanken erkennen lässt, sondern in Form eines Bewusstseinsstroms größtenteils sprechgesangartig vorgetragen und lediglich von dem zusammen mit Bassistin Gail Ann Dorsey flehend gesungenem Refrain «If you can see me/ I can see you» unterbrochen wird.

### I’d Rather Be High
Ein junger Soldat, der aus dem Krieg zurückgekehrt ist und diesen ablehnt, hat vor, Drogen einzunehmen, zu rauchen und sich sexuellen Freuden hinzugeben.
Im inhaltlichen Gegensatz zum militärtrommelartig gespielten Schlagzeug steht ein prägnanter, in regelmäßigen Abständen wiederholter, an eine Sitar erinnernder E-Gitarren-Lick und bekräftigt in Manier des Psychedelic Rock und der Hippiekultur das Make love, not war-Thema des Songs. Eine neu arrangierte Kurzversion des Songs ist im zweiten Teil der Werbelinie L´invitation au voyage von Louis Vuitton (Regie: Romain Gavras, Premiere: 7. November 2013) zu hören: der rund einminütige Kurzfilm zeigt Bowie, sich selbst am Cembalo begleitend, und das Supermodel Arizona Muze inmitten eines venezianischen Maskenballs.

### Boss of Me
In dem zusammen mit G. Leonard komponierten, Funkelemente enthaltenden Rocksong kommt der Künstler, begleitet von einem Baritonsaxophon und zwei weiblichen Backgroundstimmen, nicht aus dem Staunen: «Who’d have ever dreamed/ That a small town girl like you/ Would be the boss of me ?».

### How Does the Grass Grow?
Als Inspiration diente das Militärtraining britischer Soldaten des Ersten Weltkrieges: der Titel stammt aus einem Gesang, den man lernte, während man sein Bajonett in die Feindattrappe stieß. Die monoton-stakkatierte Darbietung weiter Abschnitte wechselt mit einem melodiösen Refrain, entliehen aus J. Lordans Instrumentalkomposition „Apache“ und begleitet von einem differenzierten Schlagzeugspiel.

### You Feel So Lonely You Could Die
Der Song steht im 12/8-Takt. Das halbminütige Drum-Intro#Outro mit verändertem Metrum ähnelt stark demjenigen in Five Years aus dem Album The Rise and Fall of Ziggy Stardust and the Spiders from Mars (1972).

### Heat
In dem düsteren Song singt Bowie als Stimme eines anderen Menschen und grübelt in elegischem Ton über seine Identität, seinen Vater, den er mit einem Gefängnis in Verbindung bringt und bezeichnet sich selbst als Seher und gleichzeitig Lügner. Das schwermütige Stück fängt im Stil eines Ambient an. In mittlerer Geschwindigkeit werden das ganze Lied hindurch Akkorde auf Akustikgitarren geschlagen, die den Rhythmus angeben. Ausgeprägtes Bass-Bending, bruchstückhafte Phrasen der E-Gitarre und die im letzten Drittel einsetzenden, dissonante Intervalle spielenden Violinen in hohen Lagen vertiefen den rätselhaften Charakter des Textes.

## Titelliste
Alle Texte wurden von D. Bowie geschrieben. Die Musik wurde von D. Bowie komponiert (außer dort, wo angegeben).
1. The Next Day – 3:51
2. Dirty Boys – 2:58
3. The Stars (Are Out Tonight) – 3:56
4. Love Is Lost – 3:57
5. Where Are We Now? – 4:08
6. Valentine’s Day – 3:01
7. If You Can See Me – 3:15
8. I’d Rather Be High – 3:53
9. Boss of Me (D. Bowie, Gerry Leonard) – 4:09
10. Dancing Out in Space – 3:24
11. How Does the Grass Grow? (D. Bowie, Jerry Lordan) – 4:33
12. (You Will) Set the World On Fire – 3:30
13. You Feel So Lonely You Could Die – 4:41
14. Heat – 4:25

### Deluxe Edition
Die Deluxe Edition beinhaltet drei weitere Titel.
1. So She – 2:31
2. Plan – 2:34
3. I’ll Take You There (D. Bowie, Gerry Leonard) – 2:44

### Japanische Ausgabe
Diese erscheint im Blu-spec CD2-Format und enthält mit God Bless The Girl insgesamt 18 Titel.

## The Next Day Extra
Die erweiterte Version des Albums wurde am 4. November 2013 veröffentlicht. Sie besteht aus zwei CDs und einer DVD: die erste CD beinhaltet die 14 regulären Tracks, die zweite enthält neben den Songs aus der Deluxe Edition (So She, Plan und I´ll Take You There), God Bless The Girl der japanischen Ausgabe und zwei Remixen vier neue Lieder (Atomica, The Informer, Like a Rocket Man und Born in a UFO); auf der DVD sind vier Videos (Where Are We Now, The Stars (Are Out Tonight), The Next Day, Valentine’s Day) zu finden.
1. Atomica – 4:05
2. Love Is Lost (Hello Steve Reich Mix by James Murphy) (Bowie, Murphy) – 10:24
3. Plan – 2:02
4. The Informer – 4:31
5. I’d Rather Be High (Venetian Mix) – 3:49
6. Like a Rocket Man – 3:29
7. Born in a UFO – 3:02
8. I’ll Take You There (Bowie, Leonard) – 2:41
9. God Bless the Girl – 4:11
10. So She – 2:31

## Besetzung
- David Bowie (Gesang, Keyboards, Akustikgitarre, Streicher-Arrangement)
- Earl Slick (E-Gitarre)
- Gerry Leonard (E-Gitarre)
- David Torn (E-Gitarre)
- Gail Ann Dorsey (Bass, Backing Vocal)
- Tony Visconti (Bass, Gitarre, Blockflöte, Streicher-Arrangement)
- Tony Levin (Bass)
- Sterling Campbell (Schlagzeug)
- Zachary Alford (Schlagzeug)
- Steve Elson (Baritonsaxophon, Klarinette)
- Janice Pendarvis (Backing Vocal)
- Henry Hey (Klavier)
- Antoine Silverman, Maxim Moston, Hiroko Taguchi, Anja Wood (Streicher)

## Rezeption
In Band 1 seiner Buchreihe Rock vergibt das Magazin eclipsed für das Werk die mittlere Kategorie Qualitätskauf. Das Album landet in der Gesamtschau aller Bowie-Alben in dieser Publikation auf Platz 1015.